# BACnet
BACnet (de Building Automation and Control Networks) es un protocolo de comunicación de datos diseñado para comunicar entre sí a los diferentes aparatos electrónicos presentes en los edificios actuales (alarmas, sensores de paso, aire acondicionado, calefactores, etc.)
Originalmente diseñado por la ASHRAE actualmente es también un estándar de la ISO y ANSI.
El protocolo BACnet define una serie de servicios usados para intercomunicar dispositivos de un edificio. El protocolo incluye los servicios Who-Is, I-am, Who-Has y I-Have, utilizados para la detección de Objetos y Dispositivos. Otros servicios como Read-Property y Write-Property son usados para la lectura o escritura de datos.
Permite el control desde una central de todos los dispositivos de un edificio de grandes dimensiones.
Es el ISO 16484-5:2007(E).
- Datos: Q795383